# Щастный, Сергей Михайлович
Сергей Михайлович Щастный (7 сентября 1875, Петербург, Российская империя — 13 марта 1943, Грабово, СССР) — русский, советский и украинский микробиолог и эпидемиолог.

## Биография
Родился 7 сентября 1875 года в Петербурге. Через некоторое время переехал в Киев и поступил в Киевский университет, который окончил в 1899 году. В 1901 году переехал в Одессу. С 1901 по 1919 году работал в Новороссийском университете, где до 1919 года занимал должность профессора бактериологии, с 1919 по 1928 год заведовал санитарным бактериологическим институтом.
В 1928 году переехал в Симферополь (Крым) и посвятил этому городу остаток своей жизни. С 1928 по 1931 год работал в Крымском институте эпидемиологии и микробиологии, с 1931 по 1938 год заведовал кафедрой микробиологии Крымского медицинского института.
С 1938 года — на пенсии, но несмотря на это он отправился в Казахскую ССР, чтобы помогать больным с сыпным тифом и заболел сам.
Скончался 13 марта 1943 года в Грабово от сыпного тифа.

## Научные работы
Основные научные работы посвящены проблемам иммунитета, анафилаксии и эпидемиологии чумы и холеры.
- 1910—11 — Принимал участие в борьбе с эпидемией чумы в Одессе.

## Научные труды и литература
- Щастный С. М. Бактериология при инфекционных болезнях, 1912.

## Список использованной литературы
- Биологи. Биографический справочник.— Киев.: Наук. думка, 1984.— 816 с.: ил